# Камерон (Луизијана)
Камерон (енгл. Cameron) насељено је место без административног статуса у америчкој савезној држави Луизијана.

## Демографија
По попису из 2010. године број становника је 406, што је 1.559 (-79,3%) становника мање него 2000. године.
| Група             | 2000.         | 2010.       |
| Белци             | 1.578 (80,3%) | 372 (91,6%) |
| Афроамериканци    | 233 (11,9%)   | 10 (2,5%)   |
| Азијати           | 6 (0,3%)      | 0 (0,0%)    |
| Хиспаноамериканци | 109 (5,5%)    | 10 (2,5%)   |
| Укупно            | 1.965         | 406         |